# Zizuocongming de Xiao Lü
Zizuocongming de Xiao Lü (xinès simplificat: 自作聪明的小驴, pinyin: Zìzuòcōngmíng de Xiǎo Lǘ, literalment 'El burret sabut') és una pel·lícula d'animació amb titelles xinesa, produïda per l'estudi de cinema de Changchun, dirigida per Rong Lei i estrenada el 1958. Fou la primera de les tres pel·lícules d'animació produïdes per l'estudi des de la creació de l'estudi d'animació de Shanghai, i fins al 1985, quan es reobre oficialment la secció d'animació. Les altres dos foren un curt contra una plaga, possiblement propagandístic, i Renshen Guniang.